# أبو عيد
قرية أبو عيد هي إحدى القرى التابعة لمركز ديرب نجم في محافظة الشرقية في جمهورية مصر العربية. حسب إحصاءات سنة 2006، بلغ إجمالي السكان في أبوعيد 3650 نسمة، منهم 1911 رجل و1739 امرأة.